# Изоляция (фильм)
«Изоляция» (англ. Severance; также известен как «Корпоративка») — британский фильм режиссёра Кристофера Смита, вышедший в 2006 году. Триллер с элементами комедии, в центре сюжета которого — нападение незнакомцев на группу офисных работников, приехавших в лес на корпоративный отдых.

## Сюжет
Группа из семи сотрудников компании «Палисейд Дефенс», занимающейся изготовлением вооружения, в ходе поездки по Европе направляется в загородный домик на отдых. Домик расположен в лесах на горе Матра в Венгрии, и руководитель группы Ричард надеется заняться там корпоративными играми, поддерживающими командный дух. Однако главная дорога через лес оказывается перегорожена упавшим деревом, водитель-венгр отказывается ехать по объездному пути, и группа продолжает путь пешком. Домик, который они находят, выглядит полузаброшенным, и вскоре начинаются странности: в подвале обнаруживаются архивы секретной медицинской станции, при поедании пирога, оставленного кем-то в доме, Стиву попадается человеческий зуб, а ложась спать, Джилл видит за окном человека на дереве.
На следующий день Джилл и Харрис идут на холм, чтобы поймать сотовую связь и попросить водителя забрать их, а остальные развлекаются пейнтболом. После игры Гордон попадает в медвежий капкан и теряет ногу. Джилл и Харрис обнаруживают автобус и рядом — труп водителя. Соединившись с остальными, они пытаются уехать, но из-за положенных на дороге «ежей» автобус переворачивается. Полуживому Харрису появившийся незнакомец отсекает голову, а впавшую в транс и забредшую в лес Джилл другой неизвестный сжигает, привязав к дереву. Остальные возвращаются в домик и ждут рассвета, но среди ночи один из незнакомцев уволакивает раненого Гордона в подвал, где оказывается множество помещений-камер. Незнакомец-садист вырезает эмблему компании «Палисейд» на животе Гордона (тот умирает) и убивает из обреза Билли.
Ричард в ужасе убегает в лес, где наступает ногой на наземную мину. Стиву и Мэгги удаётся убить убийцу Гордона и Билли, однако на пороге дома они встречают ещё несколько убийц в масках (те говорят по-русски). Они бегут через лес, встретив по пути Ричарда. Ричард, понимая, что он обречён, подрывает под собой мину, когда мимо него проходят двое из убийц. Тем временем Стив и Мэгги прибегают к красивому домику в лесу, где их ждёт глава компании Джордж и две венгерские девушки из «эскорт-услуг» (это и есть тот дом, в который они должны были приехать изначально). После неудачной попытки отразить атаку убийц при помощи ручной ракетной пусковой установки, все бросаются в бегство. Девушки попадают в яму-ловушку, Джорджа убивают, Мэгги и Стив вступают в схватку с преследователями и убивают их, хотя их обоих ранят. По случайности, раненый Стив находит яму, где сидят девушки.
Убегая от последнего убийцы, Мэгги оказывается на территории заброшенной тюрьмы, где видит эмблему своей компании. Сломав ногу, она не может убежать от преследования, однако убийцу уничтожает из автомата одна из девиц, подоспевших на помощь. В конце девицы, Стив и Мэгги добираются до озера и уплывают на лодке.

## В ролях
- Дэнни Дайер — Стив
- Лора Харрис — Мэгги
- Тим Макиннерни — Ричард
- Тоби Стивенс — Харрис
- Энди Найман — Гордон
- Клоди Блэкли[англ.] — Джилл
- Бабу Сисей — Билли
- Дэвид Гиллиам — Джордж

## Вырезанные сцены
На DVD-издании фильма имеется 7 вырезанных из окончательной версии сцен общей продолжительностью 8,5 минут. Один из рецензентов картины, давший ей отрицательный отзыв, отметил при этом, что некоторые из сцен стоило включить в фильм, поскольку «в них больше юмора».
Одна из сцен — беседа Стива (принявшего галлюциногенные грибы) с говорящим оленем. В интервью режиссёр на вопрос о причинах удаления этой сцены сказал, что не хотел, чтобы в начале фильма создавалось ощущение, что это фильм о наркотиках, а также чтобы один из персонажей (Стив) слишком сильно выбивался из общей группы.
Общий список вырезанных сцен:
1. «Ссора в лесу»: после того, как автобус уезжает и группа начинает пешее путешествие, Харрис и Мэгги пререкаются.
2. «Кто хочет спеть?»: по дороге к домику через лес Гордон, чтобы скрасить путешествие, начинает петь, однако Харрис просит его замолкнуть и убить себя.
3. «Глюки Стива в лесу»: после прибытия группы в домик Стив удаляется в лес и встречает говорящего оленя, упрекающего его за увлечение наркотиками (оленя озвучил актёр Лесли Филипс).
4. «Разговор о пиве»: Во время игры в пейнтбол Билли и Стив цитируют диалоги из фильмов «Охотник на оленей» и «Взвод».
5. «Разговор Джилл и Харриса»: по пути к месту высадки из автобуса Джилл и Харрис обсуждают, хороший ли Харрис человек.
6. «Косяк для Ричарда»: после того, как оставшиеся члены группы забаррикадировались в домике, Ричард просит Стива дать ему покурить марихуану.
7. «Лотерея»: когда раненому Гордону дают экстази, он в полубреду рассказывает Мэгги, как он будет проводить лотерею.

## Дополнительные факты
- На здании, показанном в конце фильма, видна надпись SZEVERANZ (ср. оригинальное название фильма).

- Имеются переклички между этим фильмом и фильмом «Доктор Стрейнджлав»:
  - название наземной мины CRM-114 является отсылкой к (вымышленному) типу радиооборудования в фильме «Доктор Стрейнджлав»[4] .
  - оба фильма заканчиваются песней «We’ll Meet Again»[5].

- В 2009 году в британских СМИ обсуждалось убийство студента, предположительно сделанное под влиянием фильма и копирующее одну из его сцен[6][7][8]. По данным BBC, студент был облит бензином и подожжён в лесу, где позже обнаружили его труп. На суде выяснилось, что убийца видел фильм Смита, и во время просмотра ему пришло в голову осуществить нечто подобное в реальной жизни[9].